# Váckisújfalu
Váckisújfalu là một thị trấn thuộc hạt Pest, Hungary. Thị trấn này có diện tích 10,69 km², dân số năm 2010 là 475 người, mật độ 44 người/km².